# Reddellomyces donkii
Reddellomyces donkii är en svampart som först beskrevs av Malençon, och fick sitt nu gällande namn av Trappe, Castellano & Malajczuk 1992. Reddellomyces donkii ingår i släktet Reddellomyces och familjen Tuberaceae.   Inga underarter finns listade i Catalogue of Life.